# Universidad del Norte (México)

## Historia

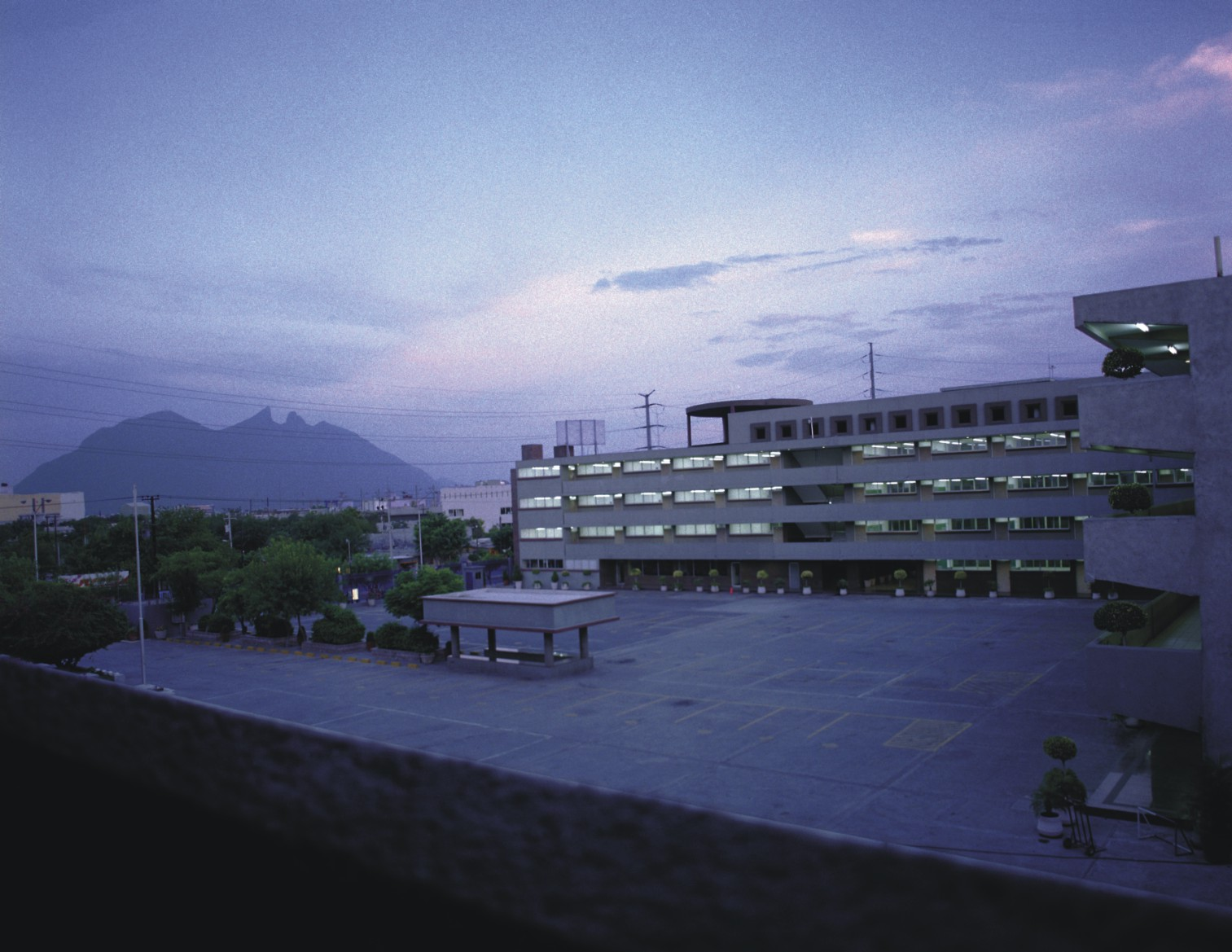
Universidad del Norte 2013

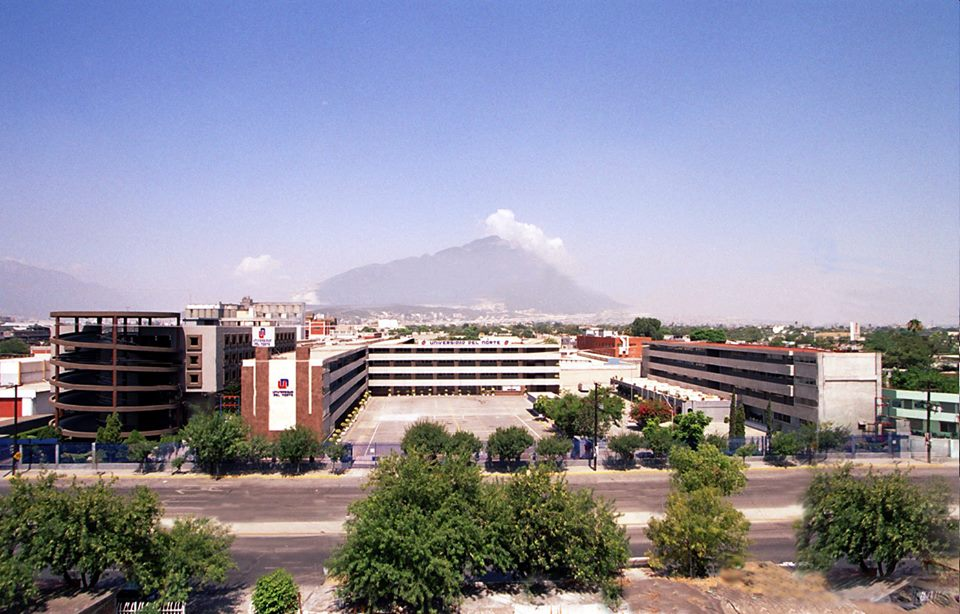
Universidad del Norte vista panorámica

La Universidad del Norte (UN) es una institución de educación fundada en 1973 con sede en la ciudad de Monterrey. 

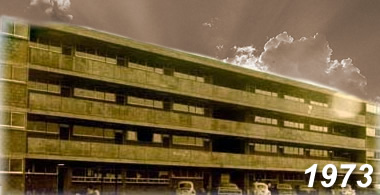
Universidad del Norte 1973

## Visión
La Universidad del Norte en el 2025 es una institución de educación que responde a los estándares nacionales de calidad educativa que se distingue por aportar líderes emprendedores con sentido humano a la sociedad.

## Misión
Formar personas con las competencias y valores pertinentes mediante un modelo educativo vanguardista que impulse el desarrollo humano a través de una cultura de calidad y excelencia, para que participen en el crecimiento de una sociedad globalizada.

## Filosofía
La Universidad del Norte busca la formación integral de los estudiantes, con un sentido práctico de utilidad personal y social. Tiene como fines crear y difundir la cultura mediante:
A.- La formación de profesionales, investigadores, maestros universitarios y técnicos como medio de coadyuvar a la solución de las necesidades de la entidad y nacionales.
B.- Proyectar hacia la sociedad los beneficios de la cultura.
C.- Realizar y fomentar la investigación científica.
D.- Realizar y fomentar las actividades artísticas y deportivas como parte de la formación integral del estudiante.

## Oferta Académica
Preparatoria:
- Preparatoria General

Humanidades y Ciencias Sociales:
- Lic. en Administración de Empresas
- Lic. en Administración Financiera
- Lic. en Banca y Finanzas
- Lic. en Mercadotecnia
- Lic. en Relaciones Industriales
- Contador Público y Auditor

Ingeniería:
- Ing. Mecánico Electricista
- Ing. Mecánico Administrador
- Ing. Industrial Administrador
- Ing. en Tecnologías Electrónicas

Informática:
- Ing. Industrial y de Sistemas
- Ing. en Tecnologías de Información

-Con acentuación en Comunicaciones
-Con acentuación en Desarrollo de software
- Lic. en Administración de Tecnologías de la Información

Ciencias Jurídicas:
- Lic. en Ciencias Jurídicas

Psicología:
- Lic. en Psicología

Posgrado:
- Maestría en Administración de Negocios
- Maestría en Educación Universitaria
- Maestría en Administración de la Calidad Total
- Maestría en Administración de Servicios de Salud

Diplomados:
- Diplomado en Calidad
- Diplomado en Ingeniería de Software
- Diplomado en Six Sigma
- Diplomado en Conectividad
- Diplomado en Lean Healthcare
- Diplomado en Automatización y Robótica
- Diplomado en Certificación de Hospitales
- Diplomado en Administración de Operaciones
- Diplomado en Derecho fiscal
- Diplomado en Liderazgo Empresarial